# The 1975 (음반)
"The 1975"는 잉글랜드의 록 밴드 The 1975의 첫 번째 정규 음반이다. 2013년 9월 2일 더티 히트와 폴리도르 레코드를 통하여 발매되었다. 음악 프로듀서 마이크 크로시와 녹음을 진행하였다.
2013년 가을부터 정규 음반을 발매하기 전인 2013년 봄까지 밴드는 네 개의 익스텐디드 플레이(EP)를 발매하였다. 또한 음반 홍보를 위해 투어를 진행하였으며, 방송에 출연하거나 다른 음악가와 컬래버를 진행하기도 하였다.
음반은 평단으로부터 긍정적인 반응을 얻어냈으며, 9월 8일자 영국 음반 차트에서 1위를 차지하였다. 2016년 3월 기준으로는 영국에서만 41만 981장이 판매되었으며, 미국에서는 39만 장이 판매되었다.

## 음악 스타일
음반의 음악 스타일은 밴드가 록 밴드이기 때문에 록으로 분류하긴 하나, 음반 내에서는 일렉트로팝, 이모, 인디 팝, 팝, 팝 펑크, 팝 록 등 다양한 장르의 노래가 수록되어 있으며, 펑크와 인디 록의 요소가 들어가 있기도 하다.
프론트맨인 매티 힐리는 이 음반의 스타일에 대해 "어느 정도 실험적이며, 80년대 파워 팝에서 90년대의 솔까지 이어지는 리듬 앤 블루스를 각각 담고 있다."고 밝혔다.

## 평가
| 전문가 평가          | 전문가 평가 |
| 총 점수              | 총 점수     |
| 출처                 | 점수        |
| -------------------- | ----------- |
| AnyDecentMusic?      | 6.1/10      |
| 메타크리틱           | 67/100      |
| 평가 점수            |             |
| 출처                 | 점수        |
| AllMusic             | [ 16 ]      |
| Alternative Press    | [ 17 ]      |
| Clash                | 8/10        |
| Entertainment Weekly | B           |
| The Guardian         | [ 20 ]      |
| The Independent      | [ 21 ]      |
| Pitchfork            | 5.9/10      |
| PopMatters           | 7/10        |
| Q                    | [ 24 ]      |
| Rolling Stone        | [ 25 ]      |

“The 1975”는 음악 평단으로부터 긍정적인 반응을 얻었다. 주요 매체의 리뷰를 100점 만점으로 환산하여 평균화를 시키는 리뷰 애그리게이터 웹사이트 메타크리틱에서는 17개의 리뷰가 모여 67점이 매겨졌으며, 같은 애그리게이터 사이트 AnyDecentMusic?에서는 6.1점이 매겨졌다.

## 상업적 성과
이 음반은 영국 음반 9월 8일 자 차트에서 첫 주에 3만 1538장을 판매하며 1위를 차지하였다. 2014년 9월 26일에는 영국 축음기 협회(BPI)로부터 30만 장을 넘게 판매하였다는 의미로 플래티넘을 인증받았다. 2018년 12월 기준으로 영국에서는 58만 4808장이 판매되었다.
미국에서는 빌보드 200 차트에서 28위로 데뷔하였다. 발매 후 일주일 간 15,000장가량 판매하여 올랐다. 또한 빌보드 록 음반 차트에서는 8위로, 얼터너티브 음반 차트에서는 7위로 데뷔하였다. 2016년 3월 기준으로 미국 내 34만 9천 장이 판매되었다.

## 트랙 리스트
전체 작사·작곡: 조지 대니얼, 매튜 힐리, 애덤 한, 로스 맥도널드
| #   | 제목                                     | 재생 시간 |
| --- | ---------------------------------------- | --------- |
| 1.  | 〈The 1975〉                             | 1:19      |
| 2.  | 〈The City〉                             | 3:26      |
| 3.  | 〈M.O.N.E.Y.〉                           | 3:36      |
| 4.  | 〈Chocolate〉                            | 3:47      |
| 5.  | 〈Sex〉                                  | 3:27      |
| 6.  | 〈Talk!〉                                | 2:47      |
| 7.  | 〈An Encounter〉                         | 1:14      |
| 8.  | 〈Heart Out〉                            | 3:22      |
| 9.  | 〈Settle Down〉                          | 3:59      |
| 10. | 〈Robbers〉                              | 4:14      |
| 11. | 〈Girls〉                                | 4:14      |
| 12. | 〈12〉                                   | 1:19      |
| 13. | 〈She Way Out〉                          | 3:59      |
| 14. | 〈Menswear〉                             | 3:26      |
| 15. | 〈Pressure〉                             | 3:41      |
| 16. | 〈Is There Somebody Who Can Watch You?〉 | 2:54      |

### 디럭스 에디션
음반의 정규 버전에 이어 더블 CD 디럭스 에디션이 발매되었다. 디럭스 에디션에는 밴드가 이전에 발매한 네 개의 EP “Facedown”, “Sex”, “Music for Cars”, “IV”가 두 개의 디스크로 구성되어 있다. 아이튠즈 디럭스 에디션에는 리믹스가 추가되어 총 39 트랙이 수록되었다.
| #  | 제목                      | 재생 시간 |
| -- | ------------------------- | --------- |
| 1. | 〈Facedown〉              | 2:49      |
| 2. | 〈The City〉 (EP Version) | 3:41      |
| 3. | 〈Antichrist〉            | 4:43      |
| 4. | 〈Woman〉                 | 3:02      |

| #  | 제목                                                                         | 재생 시간 |
| -- | ---------------------------------------------------------------------------- | --------- |
| 5. | 〈Intro/Set3〉                                                               | 3:07      |
| 6. | 〈Undo〉                                                                     | 4:04      |
| 7. | 〈Sex〉 (EP Version)                                                         | 3:26      |
| 8. | 〈You〉 ("You"는 4:51초에 종료되며, 히든 트랙 "Milk"가 7분 36초에 시작된다.) | 9:52      |

| #   | 제목                  | 재생 시간 |
| --- | --------------------- | --------- |
| 9.  | 〈Anobrain〉          | 1:53      |
| 10. | 〈Chocolate〉         | 3:43      |
| 11. | 〈HNSCC〉             | 2:31      |
| 12. | 〈Head.Cars.Bending〉 | 3:27      |
| 13. | 〈Me〉                | 4:35      |

| #   | 제목                          | 재생 시간 |
| --- | ----------------------------- | --------- |
| 14. | 〈The City〉 (Single Version) | 3:44      |
| 15. | 〈Haunt // Bed〉              | 5:05      |
| 16. | 〈So Far (It's Alright)〉     | 4:00      |
| 17. | 〈Fallingforyou〉             | 4:00      |

| #   | 제목                                | 재생 시간 |
| --- | ----------------------------------- | --------- |
| 18. | 〈Chocolate〉 (Jonas LR remix)      | 5:15      |
| 19. | 〈Pressure〉 (Artful remix)         | 4:36      |
| 20. | 〈Talk!〉 (Hackman remix)           | 4:53      |
| 21. | 〈M.O.N.E.Y.〉 (Mike Skinner remix) | 5:14      |
| 22. | 〈Settle Down〉 (Dan Lissvik remix) | 6:25      |
| 23. | 〈She Way Out〉 (Cid Rim remix)     | 4:56      |

## 크레딧
The 1975
- 매튜 힐리 - 보컬, 기타, 피아노, 프로듀싱 (트랙 7, 12, 16)
- 애덤 한 - 기타
- 조지 대니얼 - 드럼, 프로그래밍, 신시사이저, 프로듀싱 (트랙 7, 12, 16), 사진
- 로스 맥도널드 - 베이스 기타

추가
- 존 와프 - 색소폰

기술
- The 1975 - 프로듀싱 (트랙 7, 12, 16을 제외한 전 트랙)
- 마이크 크로시 - 믹싱, 프로듀싱 (트랙 7, 12, 16을 제외한 전 트랙), 추가 프로그래밍
- 마이크 스핑크 - 엔지니어링
- 조나단 길모어 - 프로툴 엔지니어링, 추가 프로그래밍
- 로빈 슈미트 - 마스터링
- 사무엘 존슨 - 디자인
- 데이비드 드레이크 - 사진
- 데이비드 마 - 사진
- 제이미 오본 - A&R

## 차트
| 차트 (2013–15)                    | 최고 순위 |
| --------------------------------- | --------- |
| 오스트레일리아 앨범 (ARIA)        | 29        |
| 오스트리아 앨범 (Ö3 오스트리아)   | 60        |
| 벨기에 앨범 (울트라탑 플랑드르)   | 191       |
| 독일 앨범 (Offizielle 탑 100)     | 57        |
| 아일랜드 앨범 (IRMA)              | 4         |
| 일본 음반 차트 (오리콘)           | 37        |
| 뉴질랜드 앨범 (레코디드 뮤직 NZ)  | 5         |
| 스코틀랜드 앨범 (OCC)             | 1         |
| 스위스 앨범 (슈바이처 히트파라데) | 100       |
| 영국 음반 (OCC)                   | 1         |
| 미국 빌보드 200                   | 28        |
| 미국 탑 얼터너티브 앨범 (빌보드)  | 7         |
| 미국 탑 록 앨범 (빌보드)          | 8         |

| 차트 (2013)                        | 순위 |
| ---------------------------------- | ---- |
| 영국 음반 차트 (OCC)               | 64   |
| 차트 (2014)                        | 순위 |
| 영국 음반 차트 (OCC)               | 33   |
| 미국 빌보드 200                    | 141  |
| 미국 톱 록 음반 (빌보드)           | 25   |
| 미국 얼터너티브 음반 차트 (빌보드) | 20   |
| 차트 (2015)                        | 순위 |
| 미국 톱 록 음반 차트 (빌보드)      | 70   |
| 차트 (2016)                        | 순위 |
| 영국 음반 차트 (OCC)               | 74   |

## 인증
| 국가                               | 인증        | 판매량/출하량 |
| ---------------------------------- | ----------- | ------------- |
| 오스트레일리아 (ARIA)              | 골드        | 35,000        |
| 덴마크 (IFPI Danmark)              | 골드        | 10,000        |
| 영국 (BPI)                         | 2× 플래티넘 | 600,000       |
| 미국 (RIAA)                        | 플래티넘    | 1,000,000     |
| 판매량+스트리밍을 기반으로 한 인증 |             |               |

## 발매 일정
| 국가 | 날짜           | 포맷     | 레이블             |
| ---- | -------------- | -------- | ------------------ |
| 영국 | 2013년 9월 2일 | CD DL LP | 더티 히트 폴리도르 |
| 미국 | 2013년 9월 3일 | CD DL LP | 배그랜트           |